# هیردی سیامند
هیردی سیامند (انگلیسی: Herdi Siamand؛ زادهٔ ۱۳ ژانویهٔ ۱۹۸۳) بازیکن فوتبال اهل عراق است.
از باشگاه‌هایی که در آن بازی کرده‌است می‌توان به باشگاه ورزشی اربیل اشاره کرد.
وی همچنین در تیم‌های ملی فوتبال عراق و اقلیم کردستان بازی کرده‌است.